# 이만재 (1948년)
이만재(영어: Manjai Lee, 1948년 ~ )은 대한민국의 교육인, 과학자, 준정부기관인이다.

## 생애
서울대학교 전기공학과를 졸업한 뒤 미국 스탠포드 대학교와 텍사스 대학교에서 각각 석사, 박사 학위를 취득하였다. 한국전자통신연구원(ETRI) 책임연구원, 삼보컴퓨터 임원, 한국정보통신대학교(ICU) 공학부 교수, ETRI 디지털콘텐츠연구단장을 역임하였다. 2015년부터 2019년까지 사단법인 한국 위키미디어 협회의 초대 이사장을 역임하였다.

## 같이 보기
- 윤종수 (법조인)
- 서창녕